# San Martín Zapotitlán
San Martín Zapotitlán è un comune del Guatemala facente parte del dipartimento di Retalhuleu.